# Buil Film Awards
Les Buil Film Awards (부일영화상, Bu'il Yeonghwasang) sont des récompenses cinématographiques créées en 1958 et remises annuellement à Pusan en Corée du Sud à des professionnels du 7e art dans diverses catégories pour saluer les meilleures productions sud-coréennes. Organisés par le journal Pusan Ilbo (en), ils sont à leur création l'une des premières récompenses cinématographique du pays. Dans les années 1950 et 1960, il s’agit de la plus grande cérémonie de remise de prix de la région de Pusan et elle se tient chaque année jusqu'en 1973. L’événement connaît une interruption de 34 ans entre 1974 et 2007 à cause de la censure du gouvernement de la Corée du Sud et de l'essor de la télévision.
La cérémonie de prix est rétablie lors de la 17e édition le 9 octobre 2008 au Grand Hôtel du district de Haeundae à Pusan. C’est actuellement l’un des points forts du Festival international du film de Busan,.

## Catégories
- Meilleur film
- Meilleur réalisateur
- Meilleur acteur
- Meilleure actrice
- Meilleur acteur dans un second rôle
- Meilleure actrice dans un second rôle
- Meilleur nouveau réalisateur
- Meilleur nouvel acteur
- Meilleure nouvelle actrice
- Meilleur scénario
- Meilleure photographie
- Meilleure direction artistique
- Meilleure musique
- Prix du jury des lecteurs (votes par internet)
- Prix Yu Hyeon-mok
- Meilleur film étranger

## Meilleur film
| #  | Année | Film                            | Réalisateur    |
| -- | ----- | ------------------------------- | -------------- |
| 1  | 1958  | The Lost Youth                  | Yu Hyeon-mok   |
| 2  | 1959  | The Life Seized                 | Yu Hyeon-mok   |
| 3  | 1960  | Defiance of a Teenager          | Kim Ki-young   |
| 4  | 1961  | Romance Papa                    | Shin Sang-ok   |
| 5  | 1962  | The Houseguest and My Mother    | Shin Sang-ok   |
| 6  | 1963  | Only for You                    | Yu Hyeon-mok   |
| 7  | 1964  | Goryeojang                      | Kim Ki-young   |
| 8  | 1965  | Extra Human Being               | Yu Hyeon-mok   |
| 9  | 1966  | The Sea Village                 | Kim Soo-yong   |
| 10 | 1967  | Late Autumn                     | Lee Man-hee    |
| 11 | 1968  | Flame in the Valley             | Kim Soo-yong   |
| 12 | 1969  | Descendants of Cain             | Yu Hyeon-mok   |
| 13 | 1970  | The Old Jar Craftsman           | Choi Ha-won    |
| 14 | 1971  | Frozen Spring                   | Jung Jin-woo   |
| 15 | 1972  | Bun-rye's Story                 | Yu Hyeon-mok   |
| 16 | 1973  | Oyster Village                  | Jung Jin-woo   |
| 17 | 2008  | Night and Day                   | Hong Sang-soo  |
| 18 | 2009  | Mother                          | Bong Joon-ho   |
| 19 | 2010  | Poetry                          | Lee Chang-dong |
| 20 | 2011  | The Front Line                  | Jang Hoon      |
| 21 | 2012  | Eungyo                          | Jeong Ji-woo   |
| 22 | 2013  | Snowpiercer, le Transperceneige | Bong Joon-ho   |
| 23 | 2014  | The Admiral: Roaring Currents   | Kim Han-min    |
| 24 | 2015  | The Shameless                   | Oh Seung-uk    |
| 25 | 2016  | Veteran                         | Ryoo Seung-wan |
| 26 | 2017  | A Taxi Driver                   | Jang Hoon      |
| 27 | 2018  | The Spy Gone North              | Yoon Jong-bin  |
| 28 | 2019  | Parasite                        | Bong Joon-ho   |
| 29 | 2020  | House of Hummingbird            | Kim Bora       |

## Meilleur réalisateur
| #  | Année | Rélisateur      | Film                           |
| -- | ----- | --------------- | ------------------------------ |
| 1  | 1958  | Yu Hyeon-mok    | The Lost Youth                 |
| 2  | 1959  | Yu Hyeon-mok    | The Life Seized                |
| 3  | 1960  | Kim Ki-young    | Defiance of a Teenager         |
| 4  | 1961  | Lee Seong-gu    | A Young Look                   |
| 5  | 1962  | Shin Sang-ok    | The Houseguest and My Mother   |
| 6  | 1963  | Yu Hyeon-mok    | Only for You                   |
| 7  | 1964  | Kim Ki-young    | Goryeojang                     |
| 8  | 1965  | Yu Hyeon-mok    | Extra Human Being              |
| 9  | 1966  | Kim Soo-yong    | The Sea Village                |
| 10 | 1967  | Lee Man-hee     | Late Autumn                    |
| 11 | 1968  | Kim Soo-yong    | Mist                           |
| 12 | 1969  | Jung So-young   | Love Me Once Again             |
| 13 | 1970  | Jung So-young   | Forgotten Woman                |
| 14 | 1971  | Jung Jin-woo    | Frozen Spring                  |
| 15 | 1972  | Yu Hyeon-mok    | Bun-rye's Story                |
| 16 | 1973  | Jung Jin-woo    | Oyster Village                 |
| 17 | 2008  | Na Hong-jin     | The Chaser                     |
| 18 | 2009  | Yoon Je-kyoon   | The Last Day                   |
| 19 | 2010  | Hong Sang-soo   | Hahaha                         |
| 20 | 2011  | Kim Tae-yong    | Late Autumn                    |
| 21 | 2012  | Lee Han         | Punch                          |
| 22 | 2013  | Ryoo Seung-wan  | The Agent                      |
| 23 | 2014  | Hong Sang-soo   | Sunhi                          |
| 24 | 2015  | Kwak Kyung-taek | The Classified File            |
| 25 | 2016  | Lee Joon-ik     | Dongju: The Portrait of a Poet |
| 26 | 2017  | Kim Sung-su     | Asura: The City of Madness     |
| 27 | 2018  | Lee Chang-dong  | Burning                        |
| 28 | 2019  | Kim Tae-gyun    | Dark Figure of Crime           |
| 29 | 2020  | Jung Ji-woo     | Tune in for Love               |

## Meilleur acteur
| #  | Année | Acteur          | Film                               |
| -- | ----- | --------------- | ---------------------------------- |
| 1  | 1958  | Kim Seung-ho    | The Wedding Day                    |
| 2  | 1959  | Kim Seung-ho    | The Life Seized                    |
| 3  | 1960  | Kim Jin-kyu     | There Is No Tragedy                |
| 4  | 1961  | Kim Jin-kyu     | Mr. Park                           |
| 5  | 1962  | Kim Jin-kyu     | Seong Chun-hyang                   |
| 6  | 1963  | Shin Young-kyun | Prince Yeonsan                     |
| 7  | 1964  | Shin Seong-il   | Private Tutor                      |
| 8  | 1965  | Kim Jin-kyu     | Deaf Sam-yong                      |
| 9  | 1966  | Shin Seong-il   | Heukmaek                           |
| 10 | 1967  | Shin Young-kyun | A Water Mill                       |
| 11 | 1968  | Park No-sik     | When the Buckwheat Flowers Blossom |
| 12 | 1969  | Kim Jin-kyu     | Descendants of Cain                |
| 13 | 1970  | Hwang Hae       | The Old Jar Craftsman              |
| 14 | 1971  | Namkoong Won    | Pilnyeo                            |
| 15 | 1972  | Lee Soon-jae    | Bun-rye's Story                    |
| 16 | 1973  | Kim Hee-ra      | Oyster Village                     |
| 17 | 2008  | Kim Yoon-seok   | The Chaser                         |
| 18 | 2009  | Ha Jung-woo     | My Dear Enemy                      |
| 19 | 2010  | Jung Jae-young  | Moss                               |
| 20 | 2011  | Ryoo Seung-bum  | The Unjust                         |
| 21 | 2012  | Choi Min-sik    | Nameless Gangster                  |
| 22 | 2013  | Hwang Jung-min  | New World                          |
| 23 | 2014  | Song Kang-ho    | The Attorney                       |
| 24 | 2015  | Lee Jung-jae    | Assassination                      |
| 25 | 2016  | Lee Byung-hun   | Inside Men                         |
| 26 | 2017  | Song Kang-ho    | A Taxi Driver                      |
| 27 | 2018  | Lee Sung-min    | The Spy Gone North                 |
| 28 | 2019  | Gi Ju-bong      | Hotel by the River                 |
| 29 | 2020  | Lee Byung-hun   | L'Homme du président               |

## Meilleure actrice
| #  | Année | Actrice        | Film                                            |
| -- | ----- | -------------- | ----------------------------------------------- |
| 1  | 1958  | Ju Jeung-ryu   | The Star of Lost Paradise                       |
| 2  | 1959  | Choi Eun-hee   | A Flower in Hell                                |
| 3  | 1960  | Jo Mi-ryeong   | Defiance of a Teenager                          |
| 4  | 1961  | Moon Jung-suk  | Soil                                            |
| 5  | 1962  | Choi Eun-hee   | The Houseguest and My Mother                    |
| 6  | 1963  | Lee Min-ja     | Only for You                                    |
| 7  | 1964  | Kim Ji-mee     | Blood Relation                                  |
| 8  | 1965  | Kim Hye-jeong  | Wife's Confession                               |
| 9  | 1966  | Choi Eun-hee   | The Sino-Japanese War and Queen Min the Heroine |
| 10 | 1967  | Moon Jung-suk  | Late Autumn                                     |
| 11 | 1968  | Ju Jeung-ryu   | Flame in the Valley                             |
| 12 | 1969  | Moon Hee       | Descendants of Cain                             |
| 13 | 1970  | Jeon Gye-hyeon | Forgotten Woman                                 |
| 14 | 1971  | Yoon Jeong-hee | First Experience                                |
| 15 | 1972  | Kim Ji-mee     |                                                 |
| 16 | 1973  | Yoon Jeong-hee | Oyster Village                                  |
| 17 | 2008  | Soo Ae         | Sunny                                           |
| 18 | 2009  | Kim Hye-ja     | Mother                                          |
| 19 | 2010  | Moon So-ri     | Hahaha                                          |
| 20 | 2011  | Jung Yu-mi     | Oki's Movie                                     |
| 21 | 2012  | Kim Min-hee    | Helpless                                        |
| 22 | 2013  | Han Hyo-joo    | Cold Eyes                                       |
| 23 | 2014  | Shim Eun-kyung | Miss Granny                                     |
| 24 | 2015  | Jeon Do-yeon   | The Shameless                                   |
| 25 | 2016  | Son Ye-jin     | The Truth Beneath                               |
| 26 | 2017  | Youn Yuh-jung  | The Bacchus Lady                                |
| 27 | 2018  | Kim Hee-ae     | Herstory                                        |
| 28 | 2019  | Jeon Do-yeon   | Birthday                                        |
| 29 | 2020  | Jung Yu-mi     | Kim Ji-young: Born 1982                         |

## Meilleur acteur dans un second rôle
| #  | Année | Acteur          | Film                     |
| -- | ----- | --------------- | ------------------------ |
| 1  | 1958  | N/A             | N/A                      |
| 2  | 1959  | N/A             | N/A                      |
| 3  | 1960  | N/A             | N/A                      |
| 4  | 1961  | N/A             | N/A                      |
| 5  | 1962  | N/A             | N/A                      |
| 6  | 1963  | N/A             | N/A                      |
| 7  | 1964  | N/A             | N/A                      |
| 8  | 1965  | N/A             | N/A                      |
| 9  | 1966  | N/A             | N/A                      |
| 10 | 1967  | N/A             | N/A                      |
| 11 | 1968  | N/A             | N/A                      |
| 12 | 1969  | N/A             | N/A                      |
| 13 | 1970  | N/A             | N/A                      |
| 14 | 1971  | N/A             | N/A                      |
| 15 | 1972  | N/A             | N/A                      |
| 16 | 1973  | N/A             | N/A                      |
| 17 | 2008  | Kim Min-joon    | A Love                   |
| 18 | 2009  | Kim In-kwon     | The Last Day             |
| 19 | 2010  | Yoo Jun-sang    | Hahaha                   |
| 20 | 2011  | Ko Chang-seok   | The Front Line           |
| 21 | 2012  | Cho Jin-woong   | Nameless Gangster        |
| 22 | 2013  | Ryu Seung-ryong | Masquerade               |
| 23 | 2014  | Kwak Do-won     | The Attorney             |
| 24 | 2015  | Lee Geung-young | Minority Opinion         |
| 25 | 2016  | Kim Eui-sung    | Dernier train pour Busan |
| 26 | 2017  | Kim Hee-won     | Sans pitié               |
| 27 | 2018  | Ju Ji-hoon      | The Spy Gone North       |
| 28 | 2019  | Park Myung-hoon | Parasite                 |
| 29 | 2020  | Lee Hee-joon    | L'Homme du président     |
| 32 | 2023  | Kim Jong-soo    | Smugglers                |

## Meilleure actrice dans un second rôle
| #  | Année | Actrice        | Film              |
| -- | ----- | -------------- | ----------------- |
| 1  | 1958  | N/A            | N/A               |
| 2  | 1959  | N/A            | N/A               |
| 3  | 1960  | N/A            | N/A               |
| 4  | 1961  | N/A            | N/A               |
| 5  | 1962  | N/A            | N/A               |
| 6  | 1963  | N/A            | N/A               |
| 7  | 1964  | N/A            | N/A               |
| 8  | 1965  | N/A            | N/A               |
| 9  | 1966  | N/A            | N/A               |
| 10 | 1967  | N/A            | N/A               |
| 11 | 1968  | N/A            | N/A               |
| 12 | 1969  | N/A            | N/A               |
| 13 | 1970  | N/A            | N/A               |
| 14 | 1971  | N/A            | N/A               |
| 15 | 1972  | N/A            | N/A               |
| 16 | 1973  | N/A            | N/A               |
| 17 | 2008  | Kim Hae-sook   | Open City         |
| 18 | 2009  | Kim Bo-yeon    | Possessed         |
| 19 | 2010  | Youn Yuh-jung  | The Housemaid     |
| 20 | 2011  | Kim Yeo-jin    | Children...       |
| 21 | 2012  | Park Ji-young  | The Concubine     |
| 22 | 2013  | Jang Young-nam | A Werewolf Boy    |
| 23 | 2014  | Kim Young-ae   | The Attorney      |
| 24 | 2015  | Moon Jung-hee  | Cart              |
| 25 | 2016  | Park So-dam    | The Priests       |
| 26 | 2017  | Kim Su-an      | Battleship Island |
| 27 | 2018  | Kim Sun-young  | Herstory          |
| 28 | 2019  | Lee Jung-eun   | Parasite          |
| 29 | 2020  | Lee Re         | Peninsula         |
| 32 | 2023  | Go Min-si      | Smugglers         |

## Meilleur nouveau réalisateur
| #  | Année | Réalisateur   | Film                  |
| -- | ----- | ------------- | --------------------- |
| 1  | 1958  | N/A           | N/A                   |
| 2  | 1959  | N/A           | N/A                   |
| 3  | 1960  | N/A           | N/A                   |
| 4  | 1961  | N/A           | N/A                   |
| 5  | 1962  | N/A           | N/A                   |
| 6  | 1963  | N/A           | N/A                   |
| 7  | 1964  | N/A           | N/A                   |
| 8  | 1965  | N/A           | N/A                   |
| 9  | 1966  | N/A           | N/A                   |
| 10 | 1967  | N/A           | N/A                   |
| 11 | 1968  | N/A           | N/A                   |
| 12 | 1969  | N/A           | N/A                   |
| 13 | 1970  | N/A           | N/A                   |
| 14 | 1971  | N/A           | N/A                   |
| 15 | 1972  | N/A           | N/A                   |
| 16 | 1973  | N/A           | N/A                   |
| 17 | 2008  | Oh Joum-kyun  | Viva! Love            |
| 18 | 2009  | Yang Ik-june  | Breathless            |
| 19 | 2010  | Ounie Lecomte | Une vie toute neuve   |
| 20 | 2011  | Park Jung-bum | The Journals of Musan |
| 21 | 2012  | Lee Kwang-kuk | Romance Joe           |
| 22 | 2013  | Kim Byung-woo | The Terror Live       |
| 23 | 2014  | July Jung     | A Girl at My Door     |
| 24 | 2015  | Hong Seok-jae | Socialphobia          |
| 25 | 2016  | Yoon Ga-eun   | The World of Us       |
| 26 | 2017  | Lee Hyun-ju   | Our Love Story        |
| 27 | 2018  | Jeon Go-woon  | Microhabitat          |
| 28 | 2019  | Kim Ui-seok   | After My Death        |
| 29 | 2020  | Jo Min-jae    | Tiny Light            |

## Meilleur nouvel acteur
| #  | Année | Acteur         | Film                                                        |
| -- | ----- | -------------- | ----------------------------------------------------------- |
| 1  | 1958  | N/A            | N/A                                                         |
| 2  | 1959  | N/A            | N/A                                                         |
| 3  | 1960  | N/A            | N/A                                                         |
| 4  | 1961  | N/A            | N/A                                                         |
| 5  | 1962  | N/A            | N/A                                                         |
| 6  | 1963  | N/A            | N/A                                                         |
| 7  | 1964  | N/A            | N/A                                                         |
| 8  | 1965  | N/A            | N/A                                                         |
| 9  | 1966  | N/A            | N/A                                                         |
| 10 | 1967  | N/A            | N/A                                                         |
| 11 | 1968  | N/A            | N/A                                                         |
| 12 | 1969  | N/A            | N/A                                                         |
| 13 | 1970  | N/A            | N/A                                                         |
| 14 | 1971  | N/A            | N/A                                                         |
| 15 | 1972  | N/A            | N/A                                                         |
| 16 | 1973  | N/A            | N/A                                                         |
| 17 | 2008  | Im Ji-kyu      | Milky Way Liberation Front, Who's That Knocking at My Door? |
| 18 | 2009  | So Ji-sub      | Rough Cut                                                   |
| 19 | 2010  | Song Sae-byeok | The Servant                                                 |
| 20 | 2011  | Lee Je-hoon    | The Front Line                                              |
| 21 | 2012  | Kim Sung-kyun  | Nameless Gangster                                           |
| 22 | 2013  | Kim Jun-gu     | The Ugly Duckling                                           |
| 23 | 2014  | Lee Joo-seung  | Shuttlecock                                                 |
| 24 | 2015  | Byun Yo-han    | Socialphobia                                                |
| 25 | 2016  | Tae In-ho      | Shadow Island                                               |
| 26 | 2017  | Koo Kyo-hwan   | Jane                                                        |
| 27 | 2018  | Kim Choong-gil | Loser's Adventure                                           |
| 28 | 2019  | Sung Yu-bin    | Last Child                                                  |
| 29 | 2020  | Kim Dae-geon   | Clean Up                                                    |

## Meilleure nouvelle actrice
| #  | Année | Actrice       | Film                      |
| -- | ----- | ------------- | ------------------------- |
| 1  | 1958  | N/A           | N/A                       |
| 2  | 1959  | N/A           | N/A                       |
| 3  | 1960  | N/A           | N/A                       |
| 4  | 1961  | N/A           | N/A                       |
| 5  | 1962  | N/A           | N/A                       |
| 6  | 1963  | N/A           | N/A                       |
| 7  | 1964  | N/A           | N/A                       |
| 8  | 1965  | N/A           | N/A                       |
| 9  | 1966  | N/A           | N/A                       |
| 10 | 1967  | N/A           | N/A                       |
| 11 | 1968  | N/A           | N/A                       |
| 12 | 1969  | N/A           | N/A                       |
| 13 | 1970  | N/A           | N/A                       |
| 14 | 1971  | N/A           | N/A                       |
| 15 | 1972  | N/A           | N/A                       |
| 16 | 1973  | N/A           | N/A                       |
| 17 | 2008  | Yoo Yeon-mi   | With a Girl of Black Soil |
| 18 | 2009  | Seo Woo       | Miss Hongdangmu           |
| 19 | 2010  | Kim Sae-ron   | Une vie toute neuve       |
| 20 | 2011  | Kang So-ra    | Sunny                     |
| 21 | 2012  | Kim Go-eun    | Eungyo                    |
| 22 | 2013  | Jung Eun-chae | Haewon et les hommes      |
| 23 | 2014  | Lim Ji-yeon   | Obsessed                  |
| 24 | 2015  | Lee Yoo-young | Late Spring               |
| 25 | 2016  | Kim Tae-ri    | Mademoiselle              |
| 26 | 2017  | Choi Hee-seo  | Anarchist from Colony     |
| 27 | 2018  | Choi Hee-seo  | Anarchist from Colony     |
| 28 | 2019  | Jeon Yeo-been | After My Death            |
| 29 | 2020  | Kang Mal-geum | Lucky Chan-sil            |

## Meilleur scénario
| #  | Année | Scénariste                   | Film                           |
| -- | ----- | ---------------------------- | ------------------------------ |
| 1  | 1958  | N/A                          | N/A                            |
| 2  | 1959  | N/A                          | N/A                            |
| 3  | 1960  | N/A                          | N/A                            |
| 4  | 1961  | N/A                          | N/A                            |
| 5  | 1962  | N/A                          | N/A                            |
| 6  | 1963  | N/A                          | N/A                            |
| 7  | 1964  | N/A                          | N/A                            |
| 8  | 1965  | N/A                          | N/A                            |
| 9  | 1966  | N/A                          | N/A                            |
| 10 | 1967  | N/A                          | N/A                            |
| 11 | 1968  | N/A                          | N/A                            |
| 12 | 1969  | N/A                          | N/A                            |
| 13 | 1970  | N/A                          | N/A                            |
| 14 | 1971  | N/A                          | N/A                            |
| 15 | 1972  | N/A                          | N/A                            |
| 16 | 1973  | N/A                          | N/A                            |
| 17 | 2008  | Kim Hyun-seok                | Scout                          |
| 18 | 2009  | Yoon Je-kyoon                | The Last Day                   |
| 19 | 2010  | Lee Chang-dong               | Poetry                         |
| 20 | 2011  | Yook Sang-hyo                | He's on Duty                   |
| 21 | 2012  | Lee Yong-ju                  | Architecture 101               |
| 22 | 2013  | Kim Byung-woo                | The Terror Live                |
| 23 | 2014  | Shin Yeon-shick              | The Russian Novel              |
| 24 | 2015  | Kim Sung-je, Son A-ram       | Minority Opinion               |
| 25 | 2016  | Shin Yeon-shick              | Dongju: The Portrait of a Poet |
| 26 | 2017  | Hwang Seong-gu               | Anarchist from Colony          |
| 27 | 2018  | Kwon Sung-hwi, Yoon Jong-bin | The Spy Gone North             |
| 28 | 2019  | Bong Joon-ho et Han Jin-won  | Parasite                       |
| 29 | 2020  | Kim Bo-ra                    | House of Hummingbird           |

## Meilleure photographie
| #  | Année | Directeur de la photographie  | Film                            |
| -- | ----- | ----------------------------- | ------------------------------- |
| 1  | 1958  | N/A                           | N/A                             |
| 2  | 1959  | N/A                           | N/A                             |
| 3  | 1960  | N/A                           | N/A                             |
| 4  | 1961  | N/A                           | N/A                             |
| 5  | 1962  | N/A                           | N/A                             |
| 6  | 1963  | N/A                           | N/A                             |
| 7  | 1964  | N/A                           | N/A                             |
| 8  | 1965  | N/A                           | N/A                             |
| 9  | 1966  | N/A                           | N/A                             |
| 10 | 1967  | N/A                           | N/A                             |
| 11 | 1968  | N/A                           | N/A                             |
| 12 | 1969  | N/A                           | N/A                             |
| 13 | 1970  | N/A                           | N/A                             |
| 14 | 1971  | N/A                           | N/A                             |
| 15 | 1972  | N/A                           | N/A                             |
| 16 | 1973  | N/A                           | N/A                             |
| 17 | 2008  | Lee Mo-gae                    | Le Bon, la Brute et le Cinglé   |
| 18 | 2009  | Hong Kyung-pyo                | Mother                          |
| 19 | 2010  | Kim Woo-hyung                 | Paju                            |
| 20 | 2011  | Kim Tae-seong, Park Jong-chul | War of the Arrows               |
| 21 | 2012  | Choi Young-hwan               | The Thieves                     |
| 22 | 2013  | Hong Kyung-pyo                | Snowpiercer, le Transperceneige |
| 23 | 2014  | Kim Tae-seong                 | The Admiral: Roaring Currents   |
| 24 | 2015  | Hong Kyung-pyo                | Sea Fog : Les Clandestins       |
| 25 | 2016  | Choi Young-hwan               | Veteran                         |
| 26 | 2017  | Park Jung-hun                 | The Villainess                  |
| 27 | 2018  | Kim Woo-hyung                 | 1987: When the Day Comes        |
| 28 | 2019  | Hong Kyung-pyo                | Parasite                        |
| 29 | 2020  | Hong Kyung-pyo                | Deliver Us from Evil            |

## Meilleure direction artistique
| #  | Année | Directeur artistique | Film                            |
| -- | ----- | -------------------- | ------------------------------- |
| 1  | 1958  | N/A                  | N/A                             |
| 2  | 1959  | N/A                  | N/A                             |
| 3  | 1960  | N/A                  | N/A                             |
| 4  | 1961  | N/A                  | N/A                             |
| 5  | 1962  | N/A                  | N/A                             |
| 6  | 1963  | N/A                  | N/A                             |
| 7  | 1964  | N/A                  | N/A                             |
| 8  | 1965  | N/A                  | N/A                             |
| 9  | 1966  | N/A                  | N/A                             |
| 10 | 1967  | N/A                  | N/A                             |
| 11 | 1968  | N/A                  | N/A                             |
| 12 | 1969  | N/A                  | N/A                             |
| 13 | 1970  | N/A                  | N/A                             |
| 14 | 1971  | N/A                  | N/A                             |
| 15 | 1972  | N/A                  | N/A                             |
| 16 | 1973  | N/A                  | N/A                             |
| 17 | 2008  | Cho Hwa-sung         | Le Bon, la Brute et le Cinglé   |
| 18 | 2009  | Jo Sang-gyeong       | Modern Boy                      |
| 19 | 2010  | Kang Seung-yong      | Blades of Blood                 |
| 20 | 2011  | Ryu Seong-hee        | The Front Line                  |
| 21 | 2012  | Lee Ha-jun           | The Thieves                     |
| 22 | 2013  | Ondrej Nekvasil      | Snowpiercer, le Transperceneige |
| 23 | 2014  | Jang Choon-seob      | The Admiral: Roaring Currents   |
| 24 | 2015  | Ryu Seong-hee        | Assassination                   |
| 25 | 2016  | Ryu Seong-hee        | Mademoiselle                    |
| 26 | 2017  | Lee Hwo-kyung        | Battleship Island               |
| 27 | 2018  | Park Il-hyun         | The Spy Gone North              |
| 28 | 2019  | Park Il-hyun         | Swing Kids                      |
| 29 | 2020  | Lee Geon-moon        | Deliver Us from Evil            |

## Meilleure musique
| #  | Année | Compositeur          | Film                           |
| -- | ----- | -------------------- | ------------------------------ |
| 1  | 1958  | N/A                  | N/A                            |
| 2  | 1959  | N/A                  | N/A                            |
| 3  | 1960  | N/A                  | N/A                            |
| 4  | 1961  | N/A                  | N/A                            |
| 5  | 1962  | N/A                  | N/A                            |
| 6  | 1963  | N/A                  | N/A                            |
| 7  | 1964  | N/A                  | N/A                            |
| 8  | 1965  | N/A                  | N/A                            |
| 9  | 1966  | N/A                  | N/A                            |
| 10 | 1967  | N/A                  | N/A                            |
| 11 | 1968  | N/A                  | N/A                            |
| 12 | 1969  | N/A                  | N/A                            |
| 13 | 1970  | N/A                  | N/A                            |
| 14 | 1971  | N/A                  | N/A                            |
| 15 | 1972  | N/A                  | N/A                            |
| 16 | 1973  | N/A                  | N/A                            |
| 17 | 2008  | Bang Jun-seok        | Sunny, Eye for an Eye          |
| 18 | 2009  | Lee Byung-woo        | Mother                         |
| 19 | 2010  | Shim Hyun-jung       | The Man from Nowhere           |
| 20 | 2011  | Lee Ji-soo           | Leafie, A Hen into the Wild    |
| 21 | 2012  | Kim Hong-jib         | L'Ivresse de l'argent          |
| 22 | 2013  | Jo Yeong-wook        | The Agent                      |
| 23 | 2014  | Jo Yeong-wook        | Kundo: Age of the Rampant      |
| 24 | 2015  | Jo Yeong-wook        | The Shameless                  |
| 25 | 2016  | Mowg                 | Dongju: The Portrait of a Poet |
| 26 | 2017  | Flash Flood Darlings | Jane                           |
| 27 | 2018  | Mowg                 | Burning                        |
| 28 | 2019  | Jung Jae-il          | Parasite                       |
| 29 | 2020  | Yeon Ri-mok          | Tune in for Love               |

## Prix du jury des lecteurs
| #  | Année | Film                                        | Réalisateur                             |
| -- | ----- | ------------------------------------------- | --------------------------------------- |
| 1  | 1958  | N/A                                         | N/A                                     |
| 2  | 1959  | N/A                                         | N/A                                     |
| 3  | 1960  | N/A                                         | N/A                                     |
| 4  | 1961  | N/A                                         | N/A                                     |
| 5  | 1962  | N/A                                         | N/A                                     |
| 6  | 1963  | N/A                                         | N/A                                     |
| 7  | 1964  | N/A                                         | N/A                                     |
| 8  | 1965  | N/A                                         | N/A                                     |
| 9  | 1966  | N/A                                         | N/A                                     |
| 10 | 1967  | N/A                                         | N/A                                     |
| 11 | 1968  | N/A                                         | N/A                                     |
| 12 | 1969  | N/A                                         | N/A                                     |
| 13 | 1970  | N/A                                         | N/A                                     |
| 14 | 1971  | N/A                                         | N/A                                     |
| 15 | 1972  | N/A                                         | N/A                                     |
| 16 | 1973  | N/A                                         | N/A                                     |
| 17 | 2008  | The Chaser                                  | Na Hong-jin                             |
| 18 | 2009  | Take Off                                    | Kim Yong-hwa                            |
| 19 | 2010  | The Man from Nowhere                        | Lee Jeong-beom                          |
| 20 | 2011  | War of the Arrows                           | Kim Han-min                             |
| 21 | 2012  | The Thieves                                 | Choi Dong-hoon                          |
| 22 | 2013  | Masquerade                                  | Choo Chang-min                          |
| 23 | 2014  | The Attorney                                | Yang Woo-seok                           |
| 24 | 2015  | Ode to My Father                            | Yoon Je-kyoon                           |
| 25 | 2016  | Mademoiselle                                | Park Chan-wook                          |
| 26 | 2017  | A Taxi Driver                               | Jang Hoon                               |
| 27 | 2018  | Along With the Gods : Les 49 Derniers Jours | Doh Kyung-soo et Kim Hyang-gi           |
| 28 | 2019  | Swing Kids                                  | Doh Kyung-soo                           |
| 28 | 2019  | Exit                                        | Im Yoo-nah                              |
| 29 | 2020  | Kang Dong-won                               | Peninsula                               |
| 29 | 2020  | Seo Yea-ji                                  | By Quantum Physics: A Nightlife Venture |

## Prix Yu Hyeon-mok
| #  | Année | Récipiendaire                  | Film                     |
| -- | ----- | ------------------------------ | ------------------------ |
| 1  | 1958  | N/A                            | N/A                      |
| 2  | 1959  | N/A                            | N/A                      |
| 3  | 1960  | N/A                            | N/A                      |
| 4  | 1961  | N/A                            | N/A                      |
| 5  | 1962  | N/A                            | N/A                      |
| 6  | 1963  | N/A                            | N/A                      |
| 7  | 1964  | N/A                            | N/A                      |
| 8  | 1965  | N/A                            | N/A                      |
| 9  | 1966  | N/A                            | N/A                      |
| 10 | 1967  | N/A                            | N/A                      |
| 11 | 1968  | N/A                            | N/A                      |
| 12 | 1969  | N/A                            | N/A                      |
| 13 | 1970  | N/A                            | N/A                      |
| 14 | 1971  | N/A                            | N/A                      |
| 15 | N/A   | N/A                            |                          |
| 16 | 1973  | N/A                            | N/A                      |
| 17 | 2008  | N/A                            | N/A                      |
| 18 | 2009  | Yim Soon-rye                   |                          |
| 19 | 2010  | Shim Jae-myung                 |                          |
| 20 | 2011  | Kang Woo-suk                   |                          |
| 21 | 2012  | Hong Sang-soo                  |                          |
| 22 | 2013  | O Muel                         | Jiseul                   |
| 23 | 2014  | Kim Dong-won                   |                          |
| 24 | 2015  | Im Heung-soon                  | Factory Complex          |
| 24 | 2015  | Kim Min-kyung                  | Factory Complex          |
| 25 | 2016  | Yeon Sang-ho                   | Dernier train pour Busan |
| 26 | 2017  | Kim Ji-seok                    | N/A                      |
| 27 | 2018  | Oji Film                       | N/A                      |
| 28 | 2019  | Jung Sung-il                   | Night and Fog in Zona    |
| 29 | 2019  | Cinema Dal founder Kim Il Kwon | N/A                      |

## Autres prix
| #  | Année | Catégorie                                         | Récipiendaire | Film                                                  |
| -- | ----- | ------------------------------------------------- | ------------- | ----------------------------------------------------- |
| 17 | 2008  | Meilleure montage                                 | Kim Sun-min   | The Chaser, Hellcats, Who's That Knocking at My Door? |
| 17 | 2008  | Meilleure lumière                                 | Choi Chul-soo | M                                                     |
| 17 | 2008  | Prix de la technique                              | Jeong Do-an   | Le Bon, la Brute et le Cinglé                         |
| 17 | 2008  | Prix d'excellence dans le développement du cinéma | Shin Seong-il | N/A                                                   |
| 17 | 2008  | Prix spécial du jury                              | Ji Jung-hyeon | Le Bon, la Brute et le Cinglé                         |
| 18 | 2009  | Mieux habillé                                     | So Ji-sub     | N/A                                                   |

## Meilleur film étranger
| #  | Année | Film                             | Réalisateur                 |
| -- | ----- | -------------------------------- | --------------------------- |
| 1  | 1958  | La strada                        | Federico Fellini            |
| 2  | 1959  | Gervaise                         | René Clément                |
| 3  | 1960  | Un condamné à mort s'est échappé | Robert Bresson              |
| 4  | 1961  | Le Dernier Pont                  | Helmut Käutner              |
| 5  | 1962  | Plein Soleil                     | René Clément                |
| 6  | 1963  | Le Pont de la rivière Kwaï       | David Lean                  |
| 7  | 1964  | Le Général Della Rovere          | Roberto Rossellini          |
| 8  | 1965  | L'Éclipse                        | Michelangelo Antonioni      |
| 9  | 1966  | Les Parapluies de Cherbourg      | Jacques Demy                |
| 10 | 1967  | Du silence et des ombres         | Robert Mulligan             |
| 11 | 1968  | West Side Story                  | Robert Wise, Jerome Robbins |
| 12 | 1969  | Un homme et une femme            | Claude Lelouch              |
| 13 | 1970  | La Mélodie du bonheur            | Robert Wise                 |
| 14 | 1971  | L'Arrangement                    | Elia Kazan                  |
| 15 | 1972  | Oliver !                         | Carol Reed                  |
| 16 | 1973  | French Connection                | William Friedkin            |